# Митюнин, Анатолий Рувимович
Анатолий Рувимович Митюнин (род. 30 января 1938, Свердловск) — советский и украинский архитектор. Заслуженный архитектор Автономной Республики Крым и Украины.

## Биография
Родился 30 января 1938 года в Свердловске. Окончил Свердловское художественное училище. С 1957 по 1965 год учился на архитектурном факультете Института живописи, скульптуры и архитектуры имени И. Е. Репина в Ленинграде. Под руководством профессора Е. А. Левинсона защитил на «отлично» дипломную работу «Жилой район в г. Мурманске и проект жилого дома». После выпуска работал в кишинёвском проектном институте «Молдгипрострой» главным архитектором проектов. В 1974 году по приглашению Госстроя УССР переехал в Симферополь на работу в «КрымНИИпроект» на должность главного архитектора проектов, начальника мастерской № 3. С 1994 по 2012 год — главный архитектор, директор проектного института строительной компании «Консоль».

## Общественная деятельность

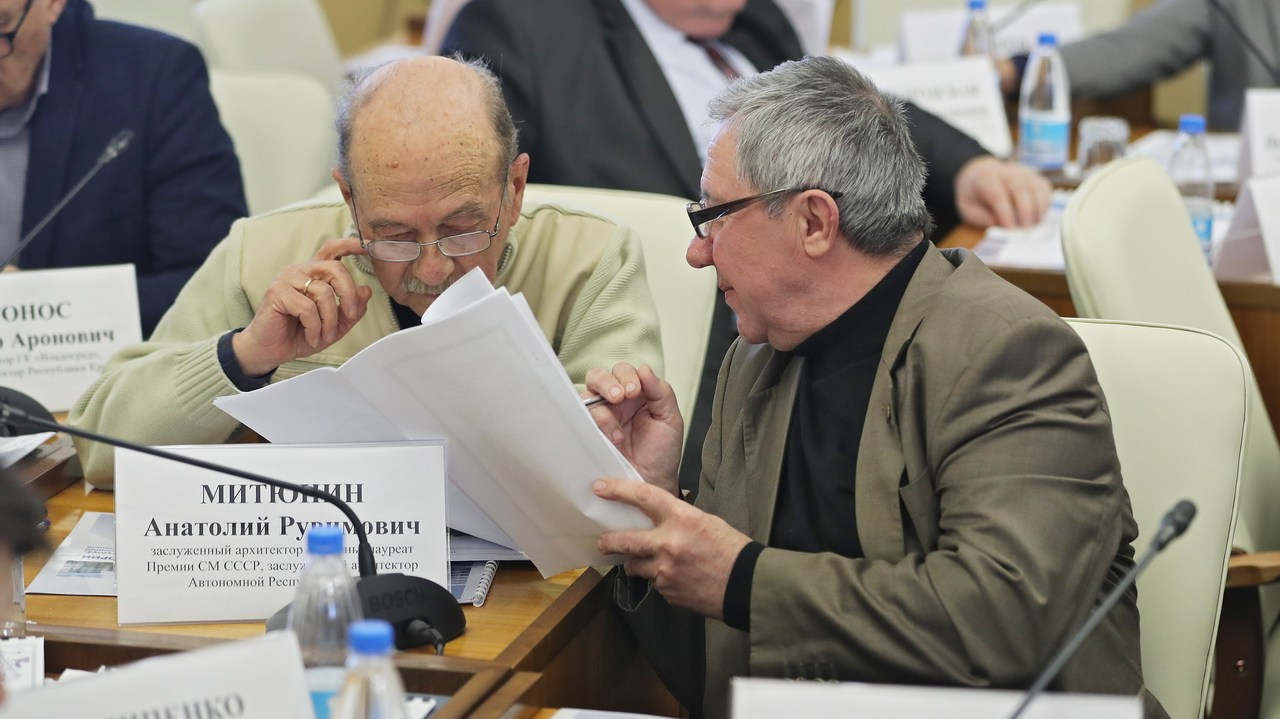
На заседании архитектурно-градостроительного совета Республики Крым. 17 марта 2020 года.

- Член Союза архитекторов России (1969)
- Секретарь правления Крымского регионального отделения Национального союза архитекторов Украины[4]
- Член правления Союза архитекторов Республики Крым[5]
- Член-корреспондент Украинской академии архитектуры (1994)
- Член Градостроительного совета Государственного комитета Республики Крым по архитектуре и градостроительству (1995)[6]
- Член Республиканского градостроительного совета Министерства строительной политики и архитектуры Автономной Республики Крым (2006)[7]
- Член Градостроительного совета при главе администрации города Симферополя (2017)[8]
- Член Архитектурно-градостроительного совета Республики Крым (2017)
- Советник Российской академии архитектуры и строительных наук[9]

## Проекты

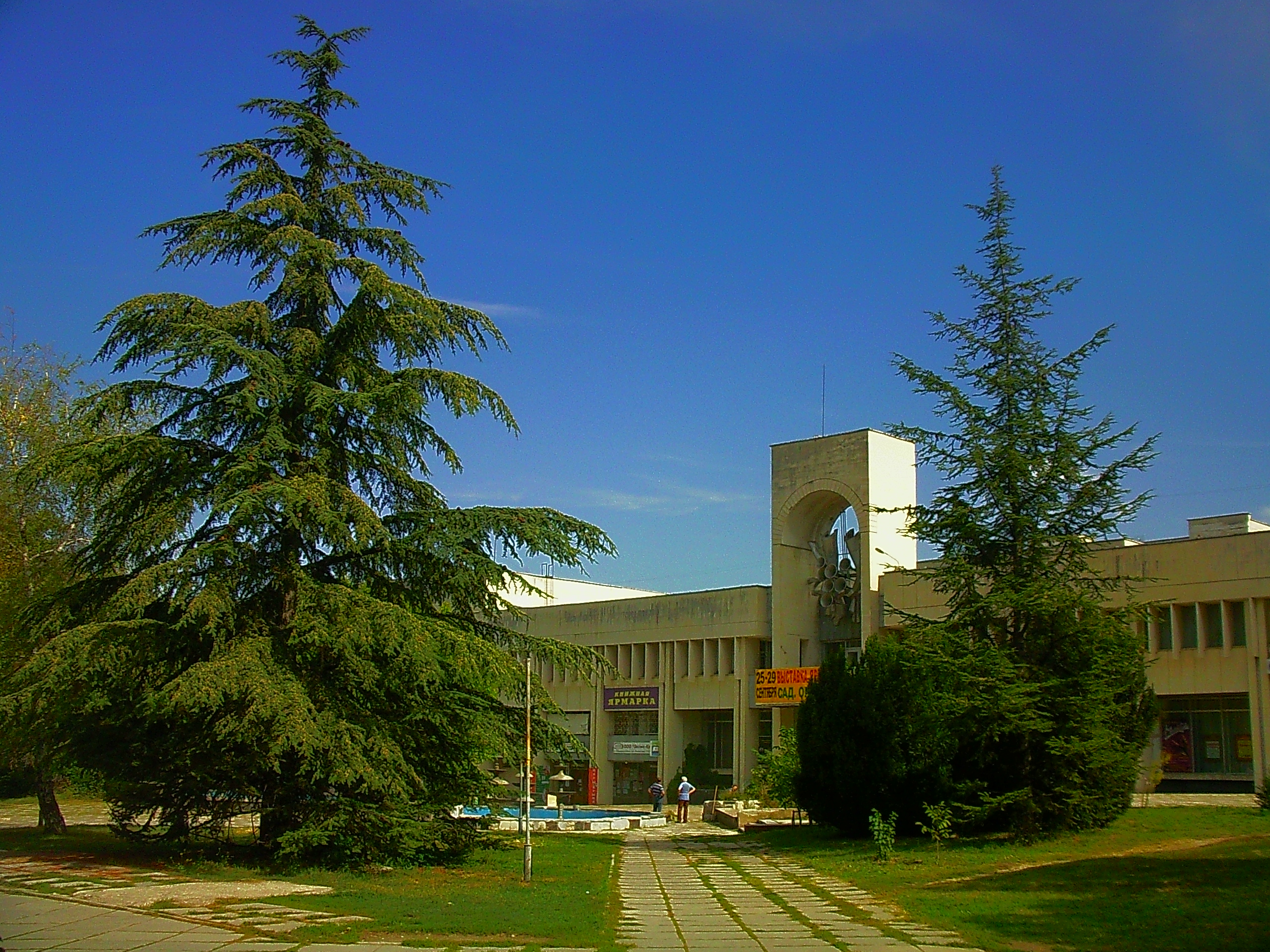
Дворец культуры профсоюзов.

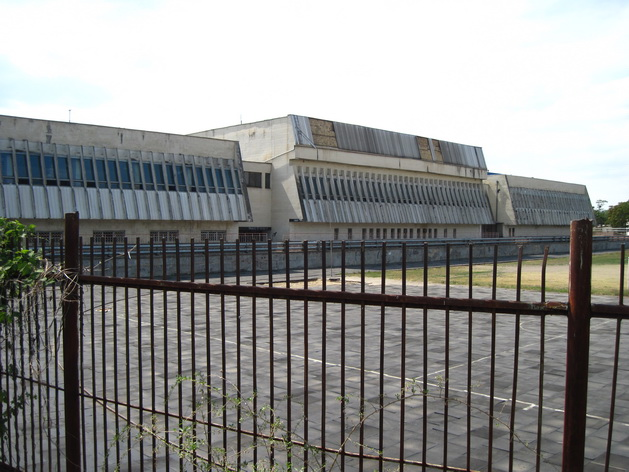
Спортивный комплекс Крымского мединститута.

Среди реализованных проектов:

### Симферополь
- Дворец культуры строителей (профсоюзов) на ул. Киевской, 115 (1983, в соавторстве с В. И. Дегтярёвым)
- Жилые кварталы в мкрн Свобода, Загороднее, Залесье (с 1985)
- Спорткомплекс Крымского мединститута на бул. Ленина, 5/7 (1986, в соавторстве с В. И. Дегтярёвым)
- Застройка микрорайона в историческом центре города (с 1988)
- Гостиница «Интурист» (1988)
- Многофункциональный комплекс «Гагаринский» на ул. Гагарина (1990-е)
- Жилой дом с банком на ул. Набережной (1990-е)
- 40-квартирный жилой дом по пер. Кронштадтскому, 8 (1978, в соавторстве с В. И. Дегтярёвым)
- Бизнес-центр на пл. Советской (в соавторстве с Л. И. Мишуровой)
- Жилой комплекс по ул. Гурзуфской (в соавторстве с Л. И. Мишуровой)
- Многофункциональный комплекс по ул. Толстого (в соавторстве с Л. И. Мишуровой и Р. В. Макариным)
- Комплекс зданий фирмы «Консоль» по ул. Бородина, 16 (в соавторстве с Л. П. Любкиной, Г. Н. Волочаевой, Е. Б. Винокуровым)
- 14-этажные жилые дома на ул. Киевской в районе Москольца[4]

### Другие города
- Жилые комплексы в Кишинёве
- Дворец пионеров в Тирасполе (1978)
- Пансионат на 700 мест в пгт Парковое Ялтинского горсовета
- Бизнес-центр в Севастополе
- Ряд жилых и общественных зданий в Крыму и Днепропетровске
- Панельные дома серии 94 для застройки городов Крыма[11]

## Выставки
- Выставка ко Дню архитектуры Украины в Универсальной научной библиотеке имени И. Я. Франко «Полвека в профессии» (2013)[4]
- Выставка творческих работ «Полвека в профессии» в симферопольском Доме Художников (2018)[12]

## Награды
- Грамоты Госстроя УССР
- Премия Совета министров СССР (1985) — за проектирование и строительство Дворца культуры строителей[3]
- 1-я премия за конкурсный проект Института биологии Южных морей с океанариумом в Севастополе (1988)[2]
- Заслуженный архитектор Украины (1995)[13]
- Заслуженный архитектор Автономной Республики Крым (1999)[14]
- Благодарность Председателя Совета министров Автономной Республики Крым (2009)[15]
- Медаль Республики Крым «За доблестный труд» (2017) — за значительный личный вклад в развитие строительной отрасли Республики Крым, многолетний добросовестный труд, высокий профессионализм и в связи с 80-летием со дня рождения[16]